# Benjamin de Almeida Sodré
Benjamin de Almeida Sodré, auch genannt Mimi Sodré (* 10. April 1892 in Messejana; † 1. Februar 1982 in Niterói) war ein führender Pfadfinder Brasiliens, Admiral der brasilianischen Marine und Professor für Astronomie, Navigation und Geschichte. Sein Vater war Lauro Sodré, einer der führenden Politiker Brasiliens seiner Zeit.
Außerdem war Sodré brasilianischer Fußballnationalspieler. Er wurde auf der Position eines Stürmers eingesetzt und war hauptsächlich beim Botafogo FC aktiv. Sein älterer Bruder Lauro de Almeida Sodré Filho war ebenfalls Spieler bei Botafogo.

## Marinekarriere
Nach seiner Schulzeit bewarb sich Sodré 1910 an der Akademie der brasilianischen Marine und begann hier seine militärische Karriere. Am 3. Oktober 1913 um zwei Uhr Nachts überlebte Sodré den Untergang des Schleppers Guarany. Der Unfall ereignete sich während Geschwaderübungen bei Ilhabela etwa 16 km südlich von Ponta do Boi. Die Borborema der Reederei Loyd Brasileiro rammte die Guarany mittschiffs. Sodré überlebte die Kollusion mit der Borborema nur, weil er aus Angewohnheit selbst bei schlechtem Wetter an Deck schlief. Bei dem Unglück verloren 28 Personen ihr Leben, sieben überlebten.
In seiner Laufbahn durchlief er folgende Beförderungen:
- Aspirant Square an der Marine Akademie: 17. März 1910
- Navy Guard: 1. Juli 1913
- Zweiter Leutnant: 23. Juli 1914
- Erster Leutnant: 20. Dezember 1917
- Hauptmann-Leutnant 18. April 1923
- Korvettenkapitän: 20. Oktober 1933
- Fregattenkapitän: 22. Dezember 1941
- Kapitän: 15. Juni 1945
- Konteradmiral: 11. April 1950
- Vizeadmiral: 2. September 1954
- Geschwaderadmiral: 24. April 1956

Am 4. Mai 1956 wurde Sodré pensioniert.

### Leitungsfunktionen
Sodré hatte diverse Leitungsfunktionen inne:
- Kanonenboot Acre;
- Kreuzer Buenos Aires;
- Paketschiff Ruy Barbosa;
- Aviso Tefé;
- Aviso Jutaí;
- Aviso Mearim;
- Aviso Fiscal Espadarte (1923);
- Aviso Fiscal Santa Maria;
- Zerstörer Maranhão;
- U-Boot- Flottille;
- Escola de Aprendizes de Marinheiros do Estado do Pará (Ausbildungsschule für Seeleute in Pará);
- Kreuzer Bahia;
- Zerstörer Piauí (1938);
- Minenleger Caravelas;
- Minenleger Cananéia;
- Schulschiff Almirante Saldanha (1943);
- Einkaufsbüro der Marine in Washington (1944/1945);
- U-Boot-Jagdflottille (1946);
- Korvette Jaceguai;
- U-Jagd-Boot Guaiba;
- Direktion für Hydrographie und Navigation;
- Kapitän der Häfen des Bundesstaates Rio Grande do Sul;
- Kommando des 5. Seebezirks;
- Escola Superior de Guerra (Institut für Hochstudien in Politik, Verteidigung und Strategie);
- Comando do 1º Distrito Naval;
- Minister des Obersten Militärgerichts;
- Generalinspektor der Marine (1955).

### Weitere Stationen
Weitere beruflichen Stationen waren u. a.:
- Schulschiff Benjamin Constant;
- Schleppers Guarany;
- Dampfer Carlos Gomes;
- Hafen- und Küsteninspektion (1920);
- Großkampfschiff Minas-Geraes (1924);
- Großkampfschiff São Paulo;
- Zerstörer Paraná;
- Mitglied einer Kommission von Offizieren, zur hydrographischen Vermessung der Ilha do Governador;
- Kreuzer C Barroso (C-11);
- Torpedokreuzer Timbira;
- Kreuzer Rio Grande do Sul;
- Tender Belmonte;
- Schlepper Heitor Perdigão;
- Tender Ceará;
- Hydrographisches Schiff Calheiros da Graça;
- Hilfsschiff Vital de Oliveira;
- Paketschiff Duque de Caxias;
- Schlepper Anibal de Mendonça;
- Schlepper Dorat;
- Tanker Marajó;
- Assistent des Kommandos der Oberen Kriegsschule;
- Vize-Direktor des Generalstabs der Marine.

### Auszeichnungen
- Medalha da Vitória (Anerkennung der Arbeit zur Verteidigung der Freiheit und des Weltfriedens, insbesondere im Zweiten Weltkrieg);
- Medalha de Serviço Militar de Ouro com Passadeira de Platina (40 Jahre) (für jahrzehntelange gute Dienste im aktiven Dienst. Die Medaille wird an Militärangehörige verliehen, die gute Dienste ohne Bestrafungen);
- Medalha de Serviços de Guerra (relevante Dienste in Kriegszeiten);
- Medalha Naval do Mérito de Guerra (relevante Dienste in Kriegszeiten);
- Grande Oficial da Ordem do Mérito Naval (Ehrenorden für Militärpersonal der Marine, das sich in der Ausübung seines Berufs ausgezeichnet hat);
- Medalha Comemorativa do Cinquentenário da Proclamação da República (Gedenkmedaille zum 50. Jahrestag der Proklamation der Republik);
- Medalha Comemorativa do Centenário do Nascimento do Marechal Gregório Taumaturgo de Azevedo (Gedenkmedaille zum 100. Geburtstag von Gregório Taumaturgo de Azevedo);
- Ordem do Mérito Jurídico Militar (Auszeichnung die vom Obersten Militärgericht 1957 zum Gedenken an den 150. Jahrestag seiner Gründung für Mitglieder der Militärjustiz, die bei der Erfüllung ihrer Aufgaben hervorragende Leistungen erbracht und keine Strafen erhalten haben);
- Medalha Mérito Tamandaré (relevante Dienste bei der Verbreitung oder Stärkung der Traditionen der brasilianischen Marine);
- Comenda do Mérito Educativo do Ministério da Educação e Cultura – 1973 (Auszeichnung durch das Bildungsministerium).

## Zivile Funktionen
In einer zivilen Funktion war Sodré der erste Präsident der Vereinigung der Absolventen der Escola Superior de Guerra (ADESG). Die Escola Superior de Guerra (ESG) ist ein Institut für Studien zu Politik, Verteidigung und Strategie und Teil des brasilianischen Verteidigungsministerium.
Außerdem war er 1965 Vorsitzender des Koordinierungsausschusses für Verwaltungsuntersuchungen des Ministeriums für Arbeit. 1968 wurde er zum Vizepräsidenten der Campanha Nacional de Escolas da Comunidade (Nationale Kampagne für Gemeinschaftsschulen), ein brasilianisches Bildungsnetzwerk für Gemeinschaftsschulen in Rio de Janeiro. 1969 wurde er deren Präsident. Kurz danach in Brasília ein neuer Hauptsitz geschaffen, welcher nach ihm Casa de Benjamin Sodré benannt wurde. Nach seinem Ausscheiden erhielt er den Ehrentitel eines ewigen Präsidenten.
1969 wurde Mitglied des Ausschusses Conselho Nacional de Moral e Cívica, dieser sollte auf Anforderung der Militärdiktatur die moralische und staatsbürgerliche Erziehung der Jugend sicherstellen. 1970 und 71 war deren Präsident.

## Pfadfinder
Sodré machte im Zuge seiner Ausbildung erste Erfahrung mit der Pfadfinderbewegung von Robert Baden-Powell. Er begeistere sich für dessen Ideen: Eine Zeitlang war Sodré Präsident der brasilianischen Pfadfindervereinigung von Maranhão. 1921 war Sodré Gründer der brasilianischen Konföderation der Seepfadfinder und 1923 der erste Präsident deren Schule. Im Kindermagazin Tico-Tico brachte er im Januar 1924 die Idee auf alle Pfadfindereinheiten zu vereinen. Im Oktober des Jahres wurde der nationale Verband die União dos Escoteiros do Brasil gegründet. In der Bewegung wurde er in seinen späten Jahren „O Velho Lobo“ (Der alte Wolf) genannt.
Vom Stabschef wurde Sodré im Tagesbefehl Nummer 90 vom 27. Oktober 1925 für seine Veröffentlichungen zum Pfadfinderwesen geehrt.

## Freimaurer
Von 1953 bis 1954 war Sodré der 25. Großmeister der Großloge Grande Oriente do Brasil. Hier folgte er indirekt seinem Vater, welcher von 1904 bis 1916 der 16. Großmeister war.

## Fußball

### Botafogo
Als Kind kam Sodré mit seinen Elter nach Rio de Janeiro. 1908 begann er beim Botafogo FC das Fußballspielen. 1910 und 1916 spielte Sodré jedes Jahr mit dem Klub in der Staatsmeisterschaft von Rio de Janeiro. 1910 und 1912 konnte er diese gewinnen. Am 13. Mai 1913 bestritt Botafogo sein Eröffnungsspiel in seinem Stadion Estádio General Severiano. Im Spiel in der Staatsmeisterschaft gegen Flamengo Rio de Janeiro erzielte er das einzige Tor der Partie.
Nach seiner aktiven Laufbahn war er weiterhin als Funktionär für Botafogo tätig. So war er 1941 Präsident des Klubs und begleitete 1942 aktiv die Verschmelzung des Botafogo Football Club mit dem Clube de Regatas Botafogo, aus welchem als Botafogo de Futebol e Regataseiner der vier großen Klubs von Rio de Janeiro wurde. Sein Neffe Emmanuel Sodré Viveiros de Castro, genannt Maninho, wurde auch Spieler bei Botafogo und dessen Präsident (1983–1984).

### Nationalmannschaft
In der Phase der Findung des brasilianischen Fußballs gab es bereits internationale Treffen, welche nicht als Spiele der Nationalmannschaft anerkannt worden. In der Zeit waren Reisen innerhalb des Landes noch überaus schwierig und so trafen ausländische Gäste auf Auswahlspieler regionaler Klubs, im Wesentlichen aus São Paulo oder Rio de Janeiro. Hier bestritt Sodré eine Begegnung am 24. August 1913 im Estádio das Laranjeiras in Rio de Janeiro gegen den Corinthians FC. Dabei gelang ihm ein Tor.
Sodré gab am 10. Juli 1916 sein Debüt in der Nationalmannschaft. Im fünften offiziellen Länderspiel Brasiliens stand er in der ersten Ausgabe der Copa América 1916 im Stadion des Vereins Club de Gimnasia y Esgrima in Buenos Aires gegen Uruguay in der Startelf. Danach bestritt er noch im Juli des Jahres noch ein Freundschaftsspiel ebenfalls gegen Uruguay. In dem Treffen erzielte er ein Tor. Danach kam er zu keinen weiteren Einsätzen.

### Weitere Aktivitäten
Sodré war auch für andere Sportarten und Klub aktiv. So war er während seiner Dienstzeit in Pará Präsident der Associação Paraense de Sports Náuticos (Wassersportverband von Pará), Präsident der Associação Paraense de Sports Terrestres (Sportverband von Pará) und Präsident des Fußballklubs Paysandu SC.
Am 25. November 1915 war Sodré Gründungsmitglied der Liga de Sports da Marinha. Einer Organisation für den Sport in der Marine, welche bis 1940 bestand.
Er gründete den Carioca Football Club in Rio de Janeiro, welcher später als Kinder- und Jugendabteilung in den Botafogo FR aufging.

### Erfolge
- Staatsmeisterschaft von Rio de Janeiro: 1910, 1912

## Veröffentlichungen
Von 1921 bis 1927 schrieb er in dem Kindermagazin O Tico-Tico unter dem Pseudonym „Velho Lobo“ eine Kolumne.
Sodré veröffentlichte verschiedene Bücher.
- Guia do escoteiro. Rio de Janeiro: Imprensa Naval, 1925. 335p;
- Guia do Escoteiro, por velho lobo. Rio de Janeiro: Imprensa Naval, 1925;
- Vida, caráter e sentimento a serviço de um povo. Rio de Janeiro: - Papelaria Modelo, 1956;
- Marinha na nossa História. Florianópolis: Quarto Distrito Naval, 1949.